# Convention sur l'apartheid
- État parties
- États ayant signé mais n'ayant pas ratifié

La Convention internationale des Nations unies de 1973 sur l'élimination et la répression du crime d'apartheid est le premier traité international contraignant qui a déclaré le crime d'apartheid et de ségrégation raciale au regard du droit international,,. Il est adopté par l'Assemblée générale le 30 novembre 1973 et entre en vigueur le 18 juillet 1976. 110 pays sont actuellement parties à la convention, avec 31 signataires.

## Histoire
Alors que le crime d'apartheid devient plus visible, le besoin de s'attaquer aux problèmes d'apartheid en Afrique du Sud se fait sentir dans les années 1950-60. Après l'élection du Parti national sud-africain en 1948, s'est produite une vague de politiques préjudiciables et racistes. En 1967, alors que la résistance aux politiques agressives d'apartheid augmente et que le gouvernement sud-africain double ses objectifs de vie ségréguée et de politiques discriminatoires sur le plan racial, la campagne internationale contre l'apartheid se renforce et les Nations unies interviennent.

### Participation des Nations unies
Soutenus ouvertement à partir de 1967 par les Nations unies, le gouvernement et les mouvements populaires tentent de former un front uni avec les peuples opprimés d'Afrique du Sud contre son gouvernement tyrannique. Les Nations unies appellent au boycott des événements publics, ainsi qu'aux embargos économiques, ce qu'elles n'avaient jamais fait auparavant.
La Commission des droits de l'homme des Nations unies a attiré encore plus l'attention sur la question de l'apartheid lorsque le Comité spécial contre l'apartheid a attiré l'attention sur le traitement inhumain de certains captifs politiques en Afrique du Sud. Cette attention, associée à l'histoire négative qui s'accumule, a poussé la Commission des droits de l'homme à se concentrer de plus en plus sur l'apartheid, ce qui en a fait une préoccupation majeure. La Convention sur l'apartheid de 1973 est une réaction à ces éléments, s'appuyant sur les arguments et les accords conclus dans la Convention internationale sur l'élimination de toutes les formes de discrimination raciale ou ICERD qui a eu lieu quatre ans auparavant. La nouvelle Convention a été la première à définir explicitement l'apartheid, puis à tenter de criminaliser efficacement ce que l'ICERD n'avait auparavant qu'interdit. Elle a été rédigée par la Commission des droits de l'homme, puis officiellement mise en œuvre en 1973. Cette Convention a été la première à qualifier l'apartheid de crime au regard du droit international, tout en étant la première à qualifier l'apartheid de crime contre l'humanité. Alors que de nombreux pays et signataires ont continué à s'opposer à cette terminologie, la Convention a été la première à avoir des signatures à cet effet.

## Projet de Convention

### Première résolution sur le projet de convention
La première réunion sur la suppression et la répression du crime d'apartheid a lieu lors de la 26e session de l'Assemblée générale, 2001e séance plénière, le 6 décembre 1971. L'Assemblée générale a établi la conviction que l'apartheid est un crime contre l'humanité et a reconnu d'autres mesures de l'ONU pour réprimer et punir l'apartheid. Cette réunion plénière a demandé au secrétaire général de transmettre le projet de convention à la Commission des droits de l'homme. Il a également été recommandé au cours de cette réunion que la Commission des droits de l'homme et le Conseil économique et social examinent ce projet et soumettent le texte du projet de convention à l'Assemblée générale lors de sa 27e session, réaffirmant ainsi que l'apartheid constitue une négation totale des principes de l'ONU, et reconnaît la nécessité continue d'efforts pour réprimer et punir l'apartheid.
Cette réunion a en outre prié le Secrétaire général de transmettre le projet révisé de Convention au Comité spécial sur l'apartheid et invité le Conseil économique et social à demander à la Commission des droits de l'homme d'examiner en priorité le projet révisé de Convention et de soumettre les résultats de son examen à la 28e session de l'Assemblée générale.

### Deuxième résolution sur le projet de convention
La deuxième résolution sur le projet de convention sur l'élimination et la répression du crime d'apartheid a eu lieu lors de la 27e session de l'Assemblée générale, 2085e séance plénière, le 15 novembre 1972 .
Cette résolution se termine par une demande à la Commission des droits de l'homme à sa 29e session de considérer le projet de convention comme un point prioritaire et de soumettre les résultats de son examen à la 28e session de l'Assemblée générale.

## À propos du traité signé

### Convention internationale sur l'élimination et la répression du crime d'apartheid
Le traité est entré en vigueur lors de la 28e session de l'Assemblée générale en 1974. La Convention d'apartheid a été adoptée par l'Assemblée générale le 30 novembre 1973. Il y a eu 91 voix pour, quatre contre (Portugal, Afrique du Sud, Royaume-Uni et États-Unis) et 26 abstentions. Elle est entrée en vigueur le 18 juillet 1976 et, en août 2008, elle a été ratifiée par 107 États.
Lors de la rédaction de la Convention sur l'apartheid au sein de la Troisième commission de l'Assemblée générale (en), les avis étaient partagés sur la portée de la Convention. La plupart des délégués voyaient dans la Convention un instrument à n'employer que contre l'Afrique du Sud. D'autres, cependant, ont averti que la Convention était suffisamment large pour couvrir d'autres états qui pratiquaient la discrimination raciale.

## Héritage
La Convention sur l'apartheid ne remplit peut-être pas actuellement son objectif initial en traitant de l'apartheid en Afrique du Sud, car la législation qui la soutenait a été retirée dans les années 1990 ; cependant, cela a influencé la manière de voir les crimes contre l'humanité. Cela a eu un impact sur le droit international et le Statut de Rome de la Cour pénale internationale, entre autres.

### Conséquences

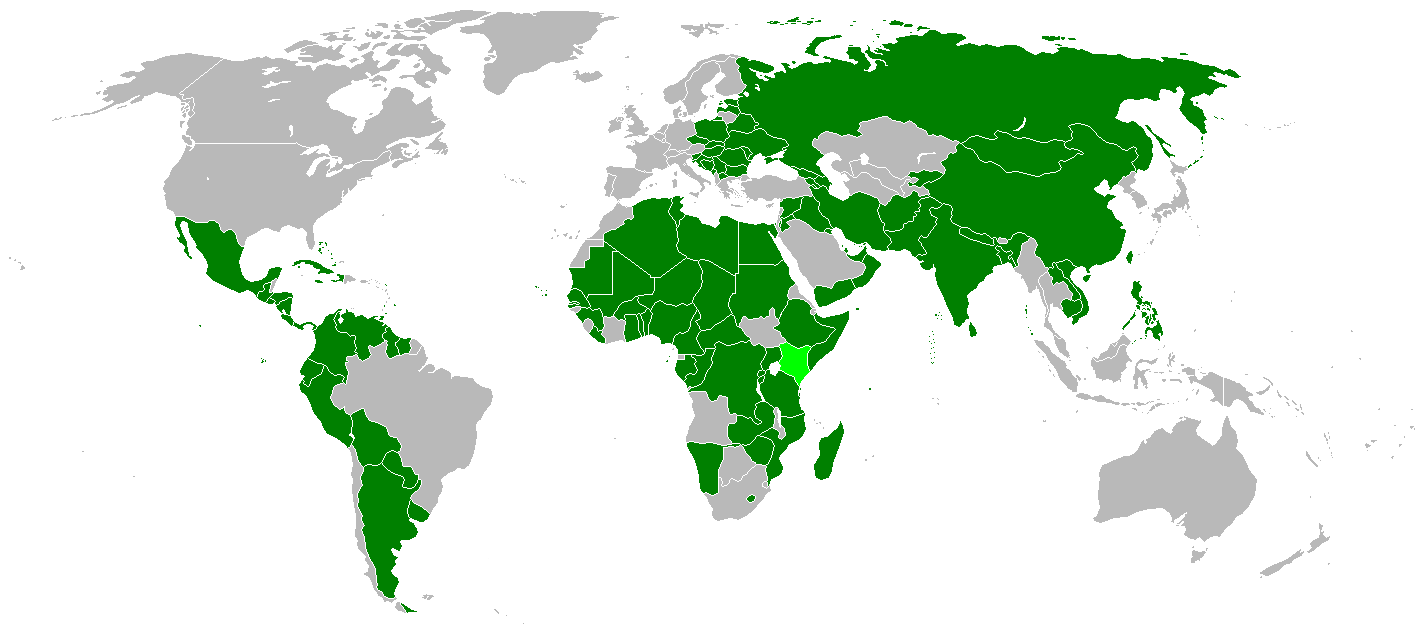
Signataires de la Convention internationale de 1973 sur l'élimination et la répression du crime d'apartheid : parties en vert foncé, signées mais non ratifiées en vert clair, non-membres en gris (non mis à jour).

En 1980, en raison de la Convention de 1973 sur l'apartheid, une Cour pénale internationale spéciale a été proposée pour juger les personnes de l'apartheid. Cependant, aucun tribunal de ce type n'a jamais été créé. Au lieu de cela, les États-Unis ont autorisé une législation qui leur permettrait de poursuivre les criminels de l'apartheid par le biais d'une juridiction universelle.
La Convention sur l'apartheid a été abandonnée en 1990 par l'Assemblée générale des Nations unies. Elle a été adoptée à l'origine dans le but de pouvoir poursuivre des criminels qui n'étaient pas des citoyens de l'État mais qui ont néanmoins commis des actes qui ont violé les lois de ce territoire de juridiction.
De plus, en 1973, l'Assemblée générale a conclu que le régime sud-africain n'avait aucune raison de représenter le peuple sud-africain après avoir examiné le rapport de la Conférence internationale d'experts pour le soutien aux victimes du colonialisme et de l'apartheid en Afrique australe. L'Organisation de l'unité africaine (OUA) a reconnu divers mouvements de libération qui étaient "les représentants authentiques de l'écrasante majorité du peuple sud-africain".
Le Protocole additionnel I aux Conventions de Genève de 1949 a reconnu l'apartheid comme une « infraction grave » au Protocole en 1977, quelle que soit la situation géographique. Le projet de code des crimes contre la paix et la sécurité de l'humanité reconnaît l'apartheid comme un crime sur la base de la discrimination raciale institutionnalisée comme une espèce de crime contre l'humanité. La première lecture a eu lieu en 1991 par la Commission du droit international et a été lue sans que la mention soit spécifiquement sur l'Afrique du Sud. Ce n'est qu'en deuxième lecture en 1996 que les connotations raciales ont été révélées comme des crimes contre l'humanité. L'article 18 stipulait : « est en fait le crime d'apartheid sous une dénomination plus générale ».
La Commission vérité et réconciliation a été créée en 1994 par une Afrique du Sud démocratique après un accord de négociation pacifique entre le régime d'apartheid et les partis opposés à l'apartheid. La Commission avait pour objectif d'accorder l'amnistie à ceux qui avaient violé les réglementations relatives aux droits de l'homme à l'époque de l'apartheid et de parvenir à la réconciliation. L'Afrique du Sud, post-apartheid, n'est pas devenue partie à la Convention d'apartheid.
Le Statut de Rome de la Cour pénale internationale a décidé de définir le crime d'apartheid comme une autre forme de crime contre l'humanité en 1998.